# 馕坑
馕坑（維吾爾語：تونۇر‎，拉丁维文：‎，西里尔维文：‎）是用于烤制馕的功能等同于烤炉的盐土制火灶。整体如同一只倒扣在地上的碗，底大口小。还被用于烤制烤包子、馕坑烤肉、烤全羊等广受欢迎的新疆特色食物。

## 名称
馕坑的维文名源于波斯语‎（tanūr），意即“泥炉”，在印地—乌尔都语中称/‎（tandūr），英语中称tandoor。